# Landa kyrka, Halland
Landa kyrka är en kyrkobyggnad i Frillesås i Kungsbacka kommun. Den tillhör Landa församling i Göteborgs stift.

## Kyrkobyggnaden
Kyrka uppfördes omkring 1200 och dess form antyder att den byggdes med hjälp av munkar från Ås kloster. Förmodligen är det Landas första kyrka som är bevarad. Uppgifter om kyrkans tillkomst förstördes vid en brand i Ölmevalla prästgård under 1600-talet. 
Kyrkan ligger i en dalgång, mellan skogklädda bergspartier. Byggnaden utgörs av ett rektangulärt långhus med tresidigt kor, utbyggd sakristia i norr och västtorn. Entré i väster genom tornets bottenvåning samt direkt till korpartiet i sydost. Det finns tre vitputsade stigluckor i den muromgärdade kyrkogården.
Långhusets västra del omfattar betydande mursträckningar av en medeltidskyrka. Det medeltida koret raserades 1788, varvid kyrkan förlängdes i öster och fick sitt karaktäristiska koravslut. Västtornet uppfördes strax därefter, medan sakristian tillkom först vid en genomgripande restaurering 1915. Kyrkans präglas såväl exteriört som interiört av sent 1700- och tidigt 1800-tal. Murarna är vitputsade både ut- och invändigt och genombryts av stora, rundbågiga muröppningar. Västtornets överbyggnad, med svängd huv och slank lanternin, har gustaviansk karaktär. Kyrkorummet täcks av ett trätunnvalv med synliga tvärbjälkar och markerad taklist. 
Byggnaden ligger på lerjord och tornet är med all sin sten mycket tungt. Vid biskopsvisitationen 1836 uppgavs att tornet skulle ha sjunkit "vid pass tre alnar", vilket är nästan 2 meter. När man i dag ser kyrkan på avstånd, syns det att tornet lutar. Tidigare fanns en klockstapel, men när kyrkan fick sitt torn, fick kyrkklockan sin plats där. I samband med en större restaurering 1915 uppfördes en sakristia på korets nordsida.

## Dekorationsmålningar
Brädvalvet från 1804 är utsmyckat med figurativa målningar av Peter Hallberg och tapetmålaren från Varberg Jacob Magnus Hultgren. De bemålade även predikstolen och altaruppsatsen. Takmålningarna har aldrig målats över och de renoverades 1915, varvid bakgrundsfärgen längs takets sidor som tidigare varit lasyrartad fick en kompoakt grågrön färg. År 2001 togs även medeltida kalkmålningar fram på kyrkans väggar. 
Kyrkan har bevarat flera minnen från medeltiden såsom altarskivan med relikgömma och kalkmålningar från sent 1400-tal till omkring 1520. Från senare tid finns dessutom en predikstol och en altaruppsats från 1600-talet.

## Inventarier
- Predikstolen är tillverkad 1699 av bildhuggaren Mäster Hans Hultman. På den finns fyra skulpturer – de fyra evangelisterna, med sedvanliga attribut: Matteus med ängel, Markus med lejon, Lukas med oxe och Johannes med örn.
- På predikstolens tak, baldakinen finns tre kungliga monogram, Gustaf V, Karl XII och Gustav IV Adolf. Uppe på altaruppsatsen finns gudsnamnet JHWH med hebreiska bokstäver och även i takmålningen. Namnet uttalas Jahve eller Jehova på svenska. Okänt när baldakinen sattes upp.
- Altaruppsats från 1600-talet. Det antas att det är ett arbete av Marcus Jäger den äldre. Den är uppbyggd med en sockel och tre successivt indragna våningar. Överst en förgylld sol, därunder en triangel med en ängel med basun på var sida. Nederst finns två fyrkantiga fält, i det ena ett påskalamm och i det andra en törnekrona.
- I koret står en kyrkbänk från 1600-talet.

### Orgel
- 1920 anskaffades en piporgel.
- 1959 omdisponerades orgeln av A. Magnusson Orgelbyggeri AB till en halvmekanisk orgel med elva orgelstämmor fördelade på två manualer och pedal.
- 1981 skedde en ombyggnad bakom den befintliga fasaden av Tostareds Kyrkorgelfabrik.
- På 1990-talet omtonerades instrumentet av Tostareds kyrkorgelfabrik, som därmed fick en starkare klang, bland annat genom att huvudverkets Principal och Oktava gjordes stabilare och kraftigare.

#### Disposition
| Huvudverk           | Svällverk                                 | Pedalverk           |
| Principal 8' (1849) | Spetsflöjt 8' (1981)                      | Subbas 16'          |
| Gedackt 8'          | Koppelflöjt 4'                            | Borduna 8'          |
| Oktava 4' (1849)    | Principal 2' (1959)                       | Koralbas 4' (1981?) |
| Rörflöjt 4'         | Scharff II ch. (1959)                     |                     |
| Gemshorn 2'         | Sesquialtera II (2 2/3' + 1 3/5') (1981?) |                     |
| Mixtur IV ch.       | Tremulant                                 |                     |

## Bilder

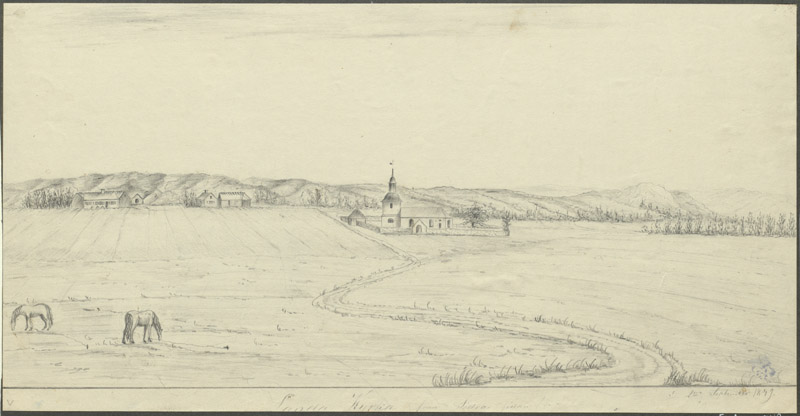
Kyrkan från söder på teckning 1849.
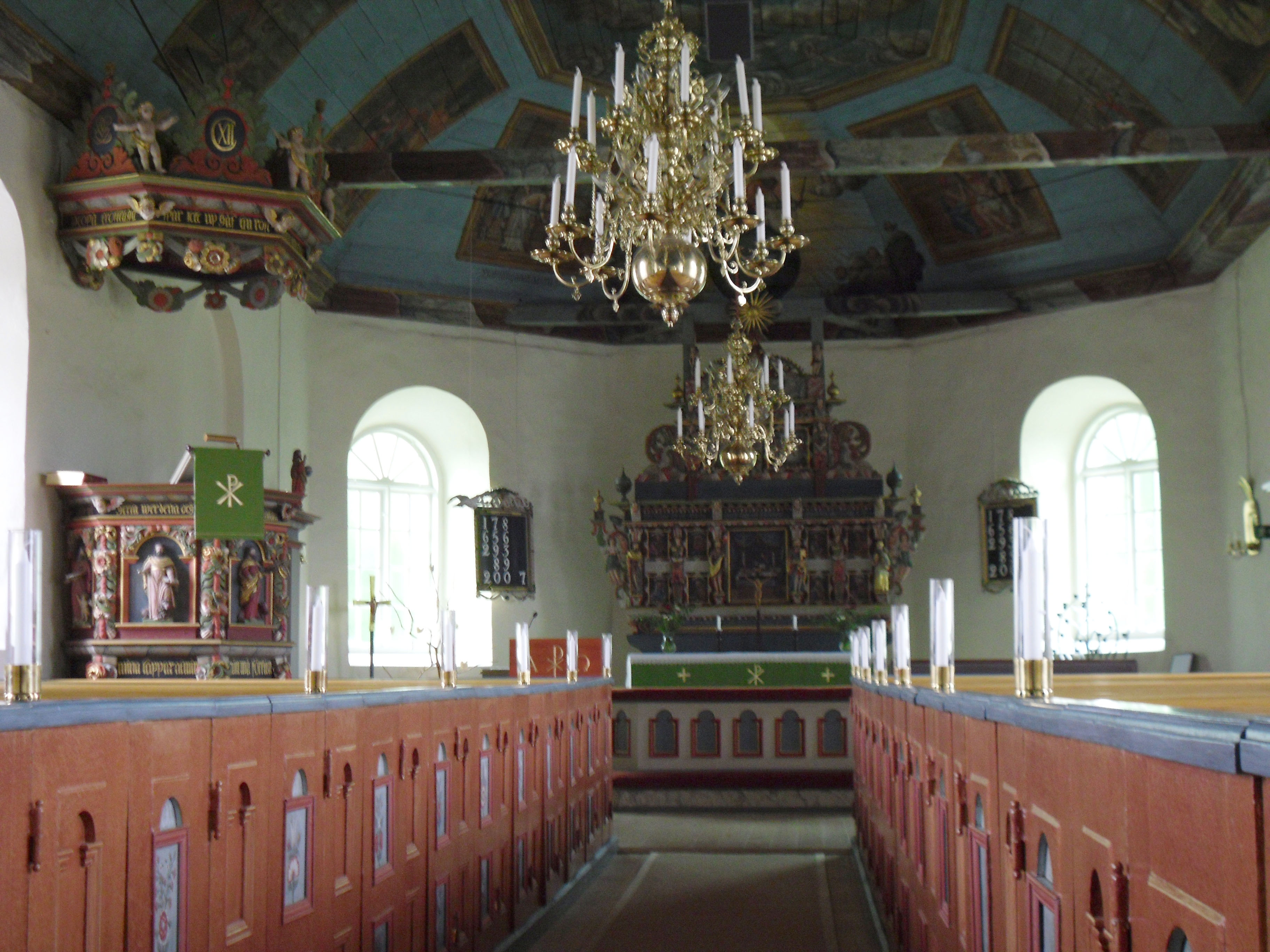
Interiören mot koret.
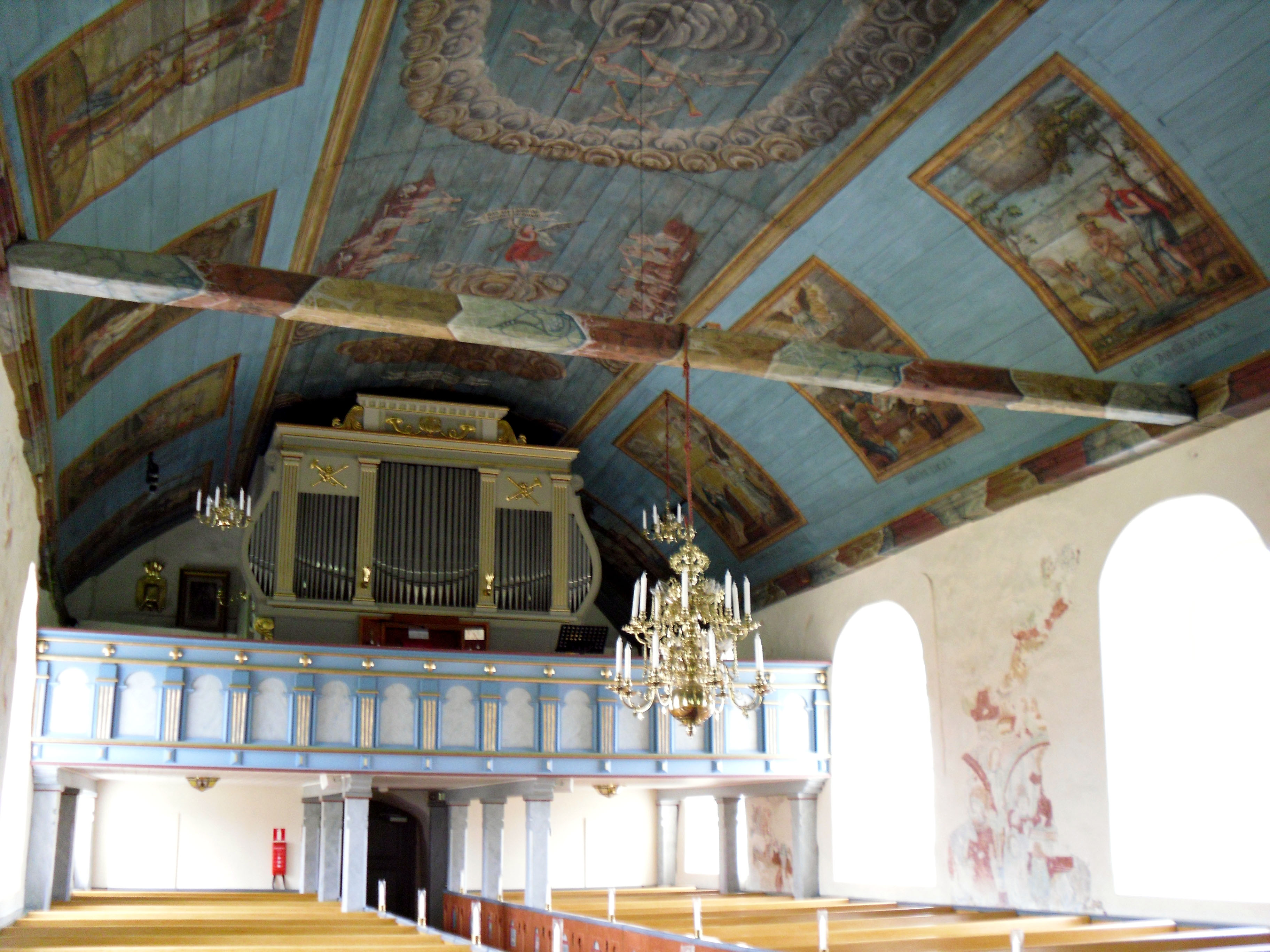
Interiör mot orgelläktaren.
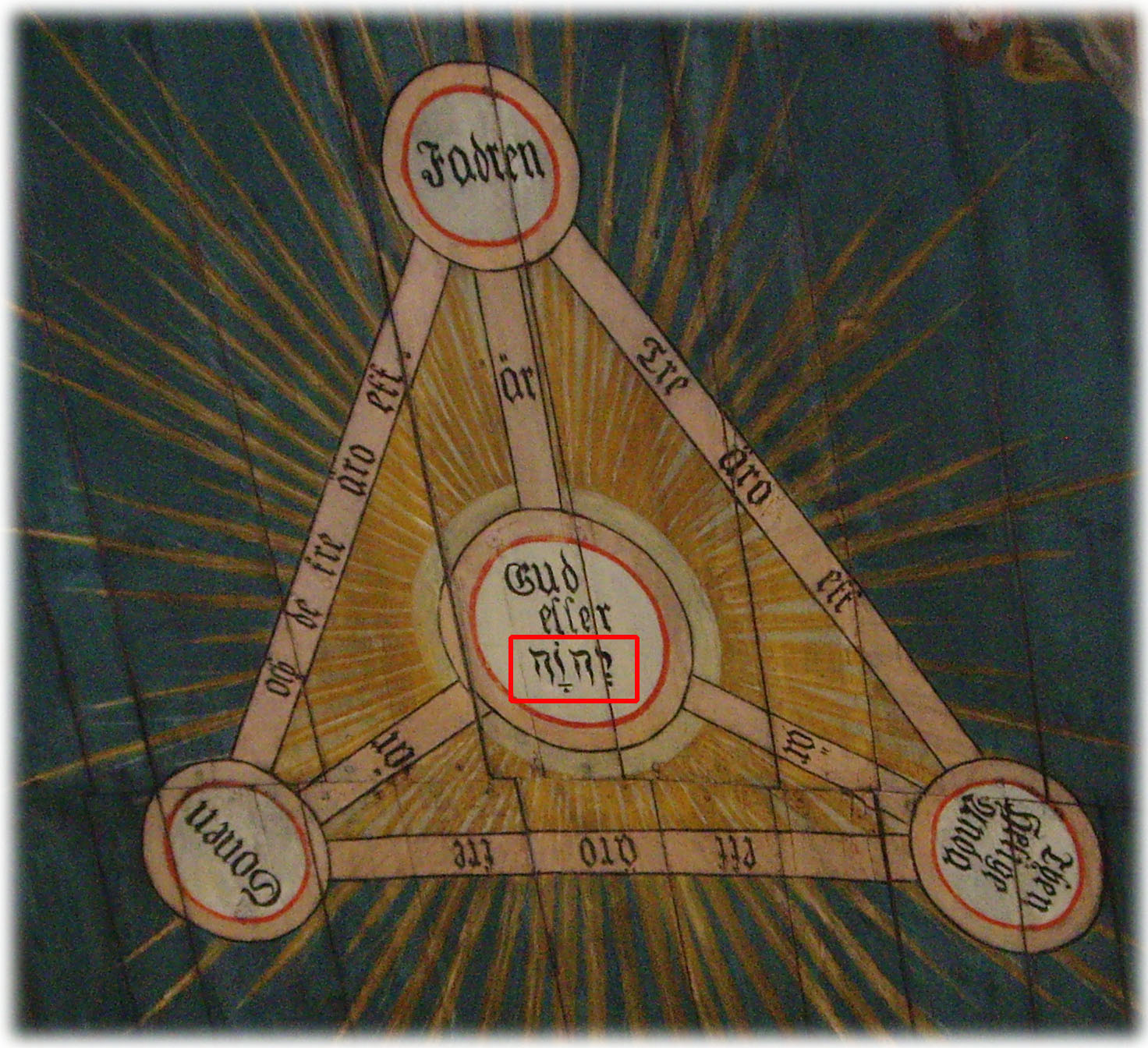